# カマ (小惑星)
カマ (1387 Kama) は小惑星帯に位置する小惑星。
クリミア半島のシメイズ天文台でソビエト連邦の天文学者ペラゲーヤ・シャインが発見した。
ロシアのヴォルガ川の支流のカマ川から命名された。